# En direct de Bagdad

En direct de Bagdad (Live from Baghdad) est un téléfilm américain réalisé par Mick Jackson et diffusé en 2003.

## Synopsis
Pendant la première guerre du Golfe, un producteur de CNN, Robert Wiener, sa coproductrice Ingrid Formanek et leur équipe de journalistes tentent de faire passer les informations malgré la censure.

## Fiche technique
- Titre original : Live from Baghdad
- Titre français : En direct de bagdad
- Réalisation : Mick Jackson
- Scénario : John Patrick Shanley
- Producteurs : Sara Colleton (en)
- Genre : Drame, Guerre
- Durée : 110 minutes

## Distribution
- Michael Keaton (VF : Bernard Lanneau) : Robert Wiener
- Helena Bonham Carter : Ingrid Formanek
- Lili Taylor : Judy Parker
- David Suchet (VF : Jean-Claude Donda) : Naji Al-Hadithi, le ministre irakien de l'information
- Joshua Leonard : Mark Biello
- Robert Wisdom : Bernard Shaw
- James Waterston : Eric
- Jerry Haleva : Saddam Hussein
- Paul Guilfoyle : Ed Turner, le patron de CNN

## Nominations
- Nominations aux Golden Globe du meilleur acteur pour Michael Keaton dans un film dramatique.
- Nominations aux Golden Globe de la meilleure actrice pour Helena Bonham Carter dans un film dramatique.

## Autour du film
- À cause de sa ressemblance avec l'original, Jerry Haleva joue ici pour la troisième fois Saddam Hussein après Hot Shots! 2 en 1993 et The Big Lebowski en 1998.
- Le film reprend l'info sur l'Affaire des couveuses au Koweït  qui s'est révélé être un fake de propagande en faveur de l'intervention occidentale.